# Junior League World Series 2009
Die Junior League World Series 2009 war die 29. Austragung der Junior League Baseball World Series, einem internationalen Baseballturnier für Knaben zwischen 13 und 14 Jahren. Gespielt wurde wie jedes Jahr in Taylor, Michigan.

## Teilnehmer
Die zehn Mannschaften bildeten eine Gruppe aus fünf Mannschaften aus den Vereinigten Staaten und eine Gruppe aus fünf internationalen Mannschaften.
| Vereinigte Staaten                     | International                                   |
| -------------------------------------- | ----------------------------------------------- |
| Jackson, New Jersey Region Ost         | Saipan, Nördliche Marianen Region Asien-Pazifik |
| Easley, South Carolina Region Südost   | Friuli Venezia Giulia, Italien Region EMEA      |
| Albuquerque, New Mexico Region Südwest | Coquitlam, British Columbia Region Kanada       |
| Scottsdale, Arizona Region West        | Oranjestad, Aruba Region Lateinamerika          |
| Middlebury, Indiana Region Zentral     | Yabucoa, Puerto Rico Region Puerto Rico         |

## Ergebnisse
Die Teams wurden in zwei Gruppen eingeteilt. Jeder spielte gegen Jeden in seiner Gruppe, die beiden Ersten spielten gegeneinander den Finalplatz aus.

### Vorrunde

#### Gruppe Vereinigte Staaten
| Platz | Region  | W | L | %     |
| ----- | ------- | - | - | ----- |
| 1.    | West    | 4 | 0 | 1.000 |
| 2.    | Zentral | 2 | 2 | 0.500 |
| 3.    | Ost     | 2 | 2 | 0.500 |
| 4.    | Südwest | 2 | 2 | 0.500 |
| 5.    | Südost  | 0 | 4 | 0.000 |

| Datum      | Zeit  | Begegnung | Begegnung | Begegnung | Ergebnis |
| ---------- | ----- | --------- | --------- | --------- | -------- |
| 16. August | 12:00 | Südost    | –         | Südwest   | 6:7      |
| 16. August | 17:30 | Zentral   | –         | Ost       | 7:2      |
| 17. August | 11:00 | Zentral   | –         | West      | 0:4      |
| 17. August | 20:00 | Südwest   | –         | Ost       | 2:15     |
| 18. August | 14:00 | Südwest   | –         | Zentral   | 6:5      |
| 18. August | 20:00 | West      | –         | Südost    | 10:1     |
| 19. August | 14:00 | Südost    | –         | Ost       | 2:3      |
| 19. August | 17:00 | Südwest   | –         | West      | 4:7      |
| 20. August | 17:00 | Ost       | –         | West      | 8:10     |
| 20. August | 20:00 | Südost    | –         | Zentral   | 4:9      |

#### Gruppe International
| Platz | Region        | W | L | %     |
| ----- | ------------- | - | - | ----- |
| 1.    | Puerto Rico   | 4 | 0 | 1.000 |
| 2.    | Lateinamerika | 3 | 1 | 0.750 |
| 3.    | Asien-Pazifik | 2 | 2 | 0.500 |
| 4.    | EMEA          | 1 | 3 | 0.250 |
| 5.    | Kanada        | 0 | 4 | 0.000 |

| Datum      | Zeit  | Begegnung     | Begegnung | Begegnung     | Ergebnis |
| ---------- | ----- | ------------- | --------- | ------------- | -------- |
| 16. August | 14:45 | Puerto Rico   | –         | Kanada        | 8:2      |
| 16. August | 20:15 | EMEA          | –         | Asien-Pazifik | 2:13     |
| 17. August | 14:00 | Lateinamerika | –         | Asien-Pazifik | 5:3      |
| 17. August | 17:00 | Kanada        | –         | EMEA          | 8:9 (9)  |
| 18. August | 11:00 | EMEA          | –         | Puerto Rico   | 1:4      |
| 18. August | 17:00 | Kanada        | –         | Lateinamerika | 1:24     |
| 19. August | 11:00 | Asien-Pazifik | –         | Kanada        | 11:9     |
| 19. August | 20:00 | Puerto Rico   | –         | Lateinamerika | 6:4      |
| 20. August | 11:00 | EMEA          | –         | Lateinamerika | 1:23     |
| 20. August | 14:00 | Puerto Rico   | –         | Asien-Pazifik | 11:1     |

### Finalrunde
|  | US und Intern. Finale | US und Intern. Finale |                   |          | Weltmeisterschaft | Weltmeisterschaft |
|  |                       |                       |                   |          |                   |                   |
|  | 21. August            |                       |                   |          |                   |                   |
|  | IN1 Puerto Rico       | 5                     |                   |          |                   |                   |
|  | IN2 Lateinamerika     | 7                     |                   |          | 22. August        | 22. August        |
|  |                       |                       | IN2 Lateinamerika | 1        |                   |                   |
|  | 21. August            | 21. August            |                   | US1 West | 9                 |                   |
|  | US1 West              | 6                     |                   |          |                   |                   |
|  | US2 Zentral           | 2                     |                   |          |                   |                   |
|  |                       |                       |                   |          |                   |                   |

## Weblink
- Offizielle Webseite der Junior League World Series